# NOX (gruppo musicale)
I NOX è stato un gruppo musicale ungherese le cui canzoni si basano sulla fusione della musica tradizionale ungherese con le sonorità moderne della musica pop. Il gruppo ha due componenti fissi: Szilvia Péter Szabó e Tamás Nagy.
Ha raggiunto una certa popolarità internazionale con la partecipazione all'Eurovision Song Contest 2005, in rappresentanza dell'Ungheria, con la canzone Forogj, világ (traducibile in italiano come Gira, mondo!).

## Discografia
- Örökség (2002)
- Bűvölet (2003)
- Karácsony (2004)
- Ragyogás (2005)
- Örömvölgy (2006)
- Csendes (2007)
- Időntúl (2008)
- Most (2009)